# محمد علي الحامي
محمد علي الحامي ولد في 15 أكتوبر 1890 بالحامة (تونس) وتوفي في 10 مايو 1928 بالمملكة العربية السعودية، وهو مؤسس جامعة عموم العملة التونسية التي تعتبر أول منظمة نقابية بتونس، إذ ظهرت عام 1924.

## نشأته وتكوينه
ولد محمد علي الحامي سنة 1890 في الحامة في الجنوب التونسي في عائلة فقيرة، ولكنه حظي مع ذلك بفرصة التّعلّم، إذ التحق بالمدرسة وهو في سنّ الثّامنة. وعندما توفّيت والدته، وقد كان في الصّفّ الرّابع حينها، أجبر على مغادرة مدرسته والنّزوح إلى تونس العاصمة مع أبيه.وهناك، كان يرابط في سوق الغلال بالحي الأوروبي لإيصال ما يشتريه رواده إلى بيوتهم. وقد أهّله هذا العمل الذي اختاره في سنّ مبكّرة من أجل كسب لقمة العيش لتعلم اللغة الفرنسية بنفسه.
تعرّف محمّدعلي الصغير على القنصل النمسوي بتونس خلال جولة له في السوق فاتخذه خادماً خاصاً لإدارة شؤون منزله، فتعلم منه اللغة الألمانية وكان يسافر معه كل عام إلى النمسا خلال إجازته الصيفية.
كان الحامي متّقد الذّكاء وسريع التعلم فاستفاد كثيرا من عمله مع القنصل النمسوي، حتى أنه تعلم قيادة السيارات سنة 1908 وتصليحها وحصل على شهادة سائق وميكانيكي التي كانت حكراً على الأوروبيين. كذلك التحق بالتعليم الرسمي وأخذ يتابع دورساً ليلية في جامع الزيتونة.

## هجرته
حين غادر القنصل النمسوي تونس، وجد محمد علي الحامي نفسه عاطلا عن العمل، فاستغل حذقه لقيادة السيارات للعمل عند بعض الوجهاء.
في نفس الفترة، اندلعت الحرب في طرابلس بين الجيش الإيطالي المحتل والجيش العثماني. فاختار عدد من التجار والأعيان في تونس محمد علي الحامي لتوصيل المساعدات المالية والطبية للقوات العثمانية بحكم إجادته لقيادة السيارات.

### في ليبيا وتركيا
كان الحامي طوال الحرب يقوم برحلات دورية بين تونس وليبيا. وفي أواخر عام 1910، قرّر الانضمام إلى المقاتلين. فانضم إلى الجيش العثماني في بنغازي. وبعد سقوط طرابلس، رحل الحامي إلى إسطنبول واشتغل مع أنور باشا، وزير الحربية العثمانية الذي كان قد تعرف عليه في ليبيا. ومع اندلاع الحرب العالمية الأولى انضم العثمانيون للحرب إلى جانب الالمان، وكان الحامي يعرف اللغة الألمانية، فعُيّن مترجماً لدى مؤسسات الدولة العثمانية حتى نهاية الحرب.

### في ألمانيا
بعد انتهاء الحرب بهزيمة دول المركز وتقسيم أراضي الدولة العثمانية، وجد الحامي نفسه مرةً أخرى عند نقطة الصفر. لكنّه كان في ألمانيا، لذا فقد قرر مواصلة تعليمه العالي فالتحق محمد علي بإحدى الجامعات الشعبية الحرة في برلين حيث تابع دروسا في الاقتصاد السياسي ونال شهادة الدكتوراه في الاقتصاد السياسي في فبراير (فيفري) 1924.
أثناء دراسته في برلين، تأثر بأفكار اليسار التي كانت تتمدد بشكل واسع في الأوساط الثقافية والطلابية بالتزامن مع انتصار الثورة البلشفية في روسيا وانتشار الاشتراكية الديمقراطية في عدد من الدول الأوروبية.

## العودة إلى تونس

### أفكار لا تتّسع لها البلاد
عاد الحامي إلى تونس في مارس 1924 متحمساً للعمل في الشأن العام “بأفكار لا تتّسع لها البلاد”، إذ فكّر في إنشاء شركات تعاونيّة زراعيّة وصناعيّة وتجاريّة للنهوض بالبلاد اقتصاديّا واجتماعيّا إلاّ أنّه سرعان ما عدل عن مشروعه واكتفى بالتفكير في جمعيّة تعاونيّة استهلاكيّة بهدف مقاومة غلاء الأسعار التي كان يعاني منها العمّال وبقيّة الفئات الفقيرة ووجد تجاوبا في ذلك من قبل بعض المثقّفين أمثال ابن بلدته المفكّر المصلح الطاهر الحداد.

### العمل النقابي
كان محمد علي الحامي أول من ربط حركة المطالب الوطنية التونسية بالقواعد الشعبية بعد أن كانت تتوجّه لنخبة صغيرة مثقفة ذات طبيعة برجوازية، وهذا ما تسبب بقطيعة بينه وبين الحزب الحر الدستوري، قائد الحركة الوطنية في ذلك الوقت، دفعته إلى التفكير في صيغة تنظيمية جديدة للنضال الجماهيري ضد الاستعمار، فوجد ضالته في العمل النقابي.
وبتحريض من الحامي وتطبيقاً لأفكاره الثورية، قرر عمال ميناء العاصمة الإضراب عن العمل في أغسطس (أوت) 1924 مطالبين برفع أجورهم، فأثار الإضراب هلعاً كبيراً لدى السلطات الاستعمارية التي لم تتعوّد مثل هذه التحركات العمالية لدى التونسيين. ثم تفشت عدوى الإضرابات نحو بقية موانئ البلاد، فدفع ذلك محمد علي الحامي إلى تأسيس منظمة نقابية مع رفيقه الطاهر الحداد، واختار لها اسم جامعة عموم العملة التونسيين. وكان هذا مولد أول تنظيم نقابي مستقل في تونس والمنطقة العربية ككلّ وكان ذلك في نوفمبر 1924. جمع التنظيم شخصيّات شيوعية كأحمد بن ميلاد والمختار العياري وشخصيات أخرى دستورية كأحمد توفيق المدني والطاهر الحداد.
وجدت هذه الجامعة في بدايتها مساندة من الحزب الحر الدستوري التونسي ومن الحزب الشيوعي التونسي الذي كان يسعى لإضعاف نقابة الكنفدرالية العامة للشغل الفرنسية التي يهيمن عليها آنذاك غريمه فرع الحزب الاشتراكي الفرنسي بتونس. ولكن في مطلع عام 1925 أي بعد بضعة أشهر فقط من ظهورها تحالف ضدها الاشتراكيون والدستوريون والإصلاحيون، بما جعلها تبقى شبه منفردة أمام التتبعات العدلية وبالفعل أحيل قادتها على المحاكمة والنفي، بما قضى عليها.

## النهاية

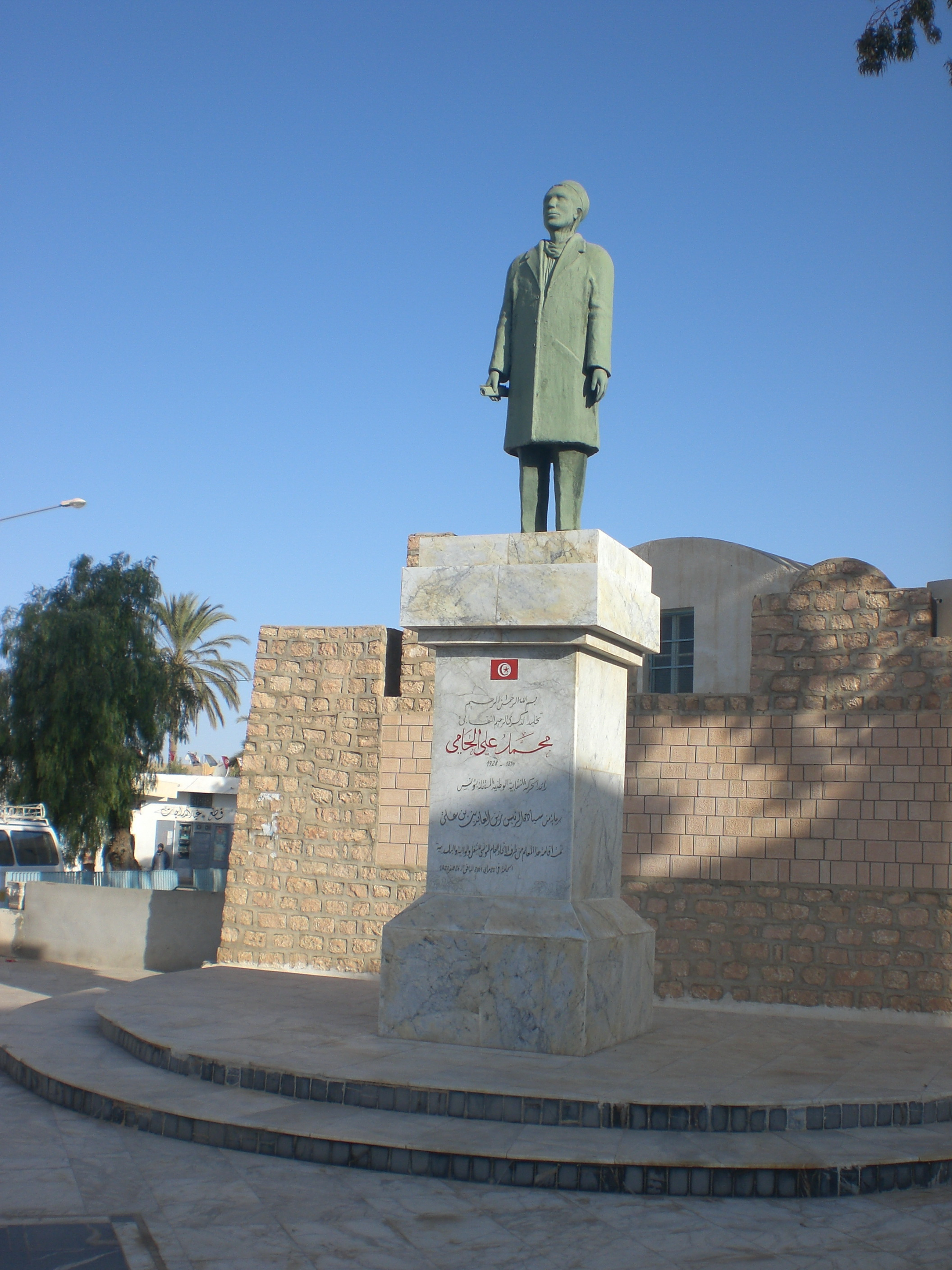
تمثال محمد علي الحامي بمسقط رأسه الحامة بالجنوب التونسي

### النفي
في فبراير (فيفري) 1925، اعتقلت السلطات الفرنسية محمد علي الحامي ورفاقه وقدمتهم للمحاكمة بتهمة التآمر على أمن الدولة. وبعد إيقافهم أكثر من تسعة أشهر، حكمت المحكمة الفرنسية، في نوفمبر 1925 بنفي الحامي خارج البلاد عشر سنوات. وبذلك غادر تونس نحو إيطاليا ثم تركيا فمصر فطنجة بالمغرب الأقصى، قبل أن يستقر في الحجاز ويعمل في الترجمة وتدريس اللغة الفرنسية. ثمّ قام بتأسيس شركة لنقل المسافرين بالسيارات.

### الوفاة
وفي شهر مايو 1928 لقي حتفه في حادث مرور غامض.
تلك هي الرواية الأشهر عن ظروف وفاة الحامي. ولكن للمؤرخ التونسي أحمد خالد رواية ثانية نقلها عن أحمد بن ميلاد. يقول: «سنة 1926 قصد محمد علي طنجة بالمغرب الأقصى عبر جبل طارق بنيّة الالتحاق بالمجاهد عبد الكريم الخطابي في حرب الريف ضد إسبانيا وفرنسا، فقُبض عليه عند وصوله يوم 25 فبراير 1926، وتم ترحيله إلى مرسيليا الفرنسية... فتسلل إلى الباخرة Chambord المبحرة إلى مصر تاركاً جواز سفره في مرسيليا. وتشير وثيقة وفاته المسجلة بمرسيليا بتاريخ 26 مارس 1926 أن محمد علي مات في قناة السويس على متن تلك الباخرة يوم 13 مارس، لكن نفس الوثيقة التي حررها قائد السفينة نسبت محمد علي إلى عدن باليمن، واعتبرته مجهول الهوية، ويفترض أحمد ميلاد أن قائد السفينة تخلص من جثة محمد علي الحامي بإلقائها في القناة حتى لا يعود بها إلى مرسيليا».

### رفاته
حاولت بعض الأطراف النقابية التونسية البحث عن رفاته واستعادته من العربية السعودية لدفنه بالحامّة، مسقط رأسه. لكنّها صدمت «بعدم تعبير سلطات المملكة العربية السعودية عن أي استعداد للتعاون وكأنها لا ترى مسألة تسليم رفات محمد علي الحامي أمرا ذا أهمية» حسبما صرّح الأمين العامّ المساعد للاتحاد العامّ التونسي للشغل سامي الطاهري.

## ذكراه
بقي محمد علي الحامي رمزا في الذاكرة التونسية، وسميت باسمه عدّة شوارع رئيسية في المدن التونسية، ونصب له تمثال في الحامة.